# Euromed

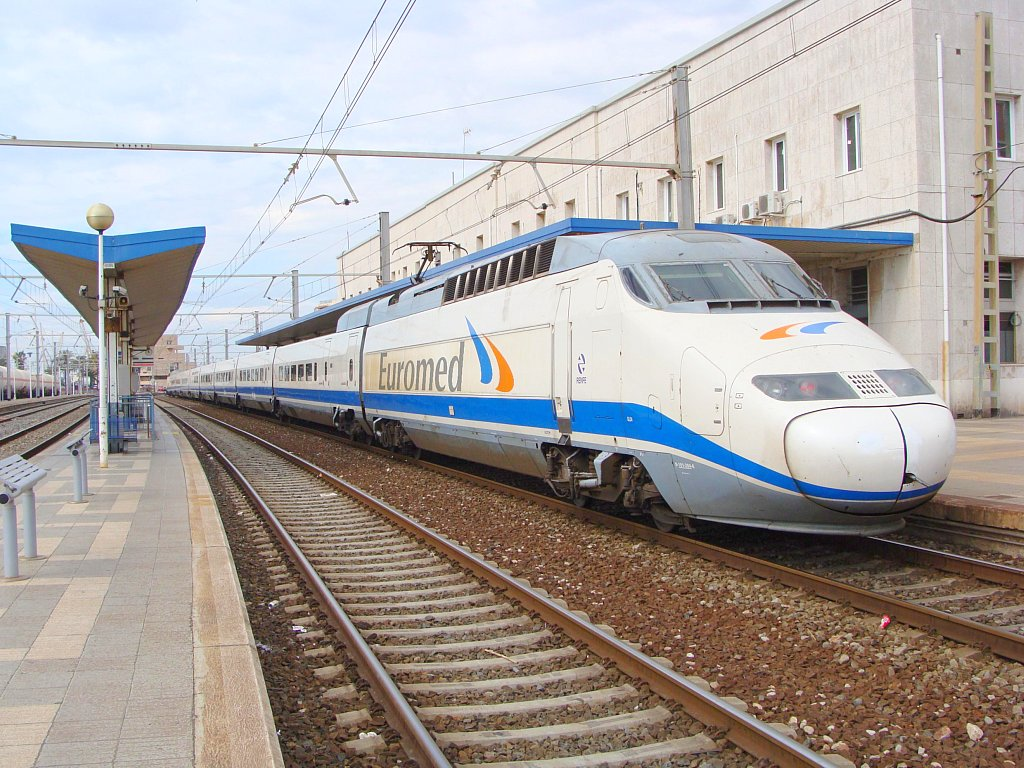
Jeden z pociągów Euromed relacji Barcelona-Alicante

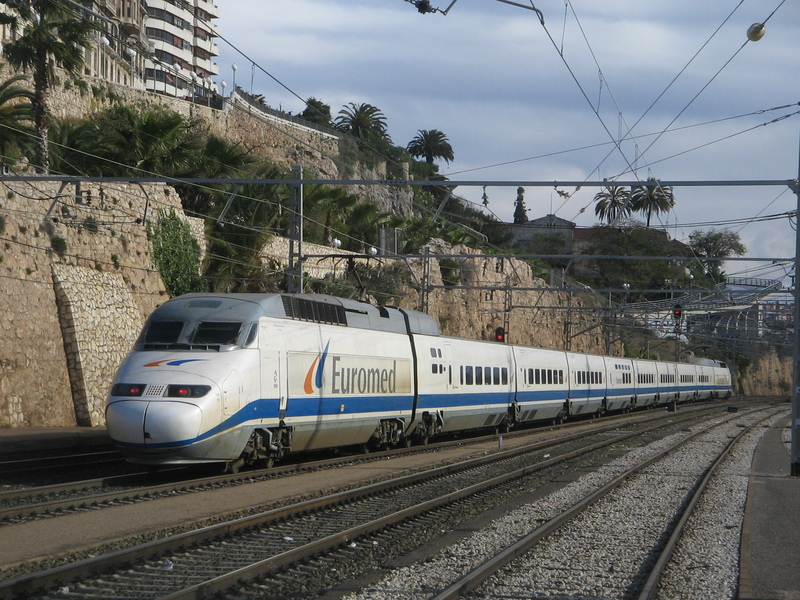
Euromed wjeżdżający na stację Tarragona

Euromed – jest nazwą handlową kolei dużych prędkości AVE w Hiszpanii. Technika i design odpowiadają w większości AVE. Modyfikacji poddane zostały wózki, tak aby dostosować je z linią szerokotorową i część elektrycznych komponentów. Pantografy korzystają z 3000 V prądu stałego, w związku z tym, maksymalna moc jednostki jest mniejsza i wynosi 7000 kW, przy prędkości maksymalnej 220 km/h oraz 25000 V, 50 Hz prądu zmiennego. Prędkości pociągów na trasach przekracza 250 km/h. Pociągi z serii Euromed zostały wyprodukowane przez francuski koncern GEC-Alsthom. Pociąg składa się z dwóch głowic napędowych przy końcach pociągu, trzech wagonów z oznaczeniem Preferente, które oferują 112 miejsc siedzących, jednego wagonu z kawiarnią i czterech wagonów w klasie turystycznej, w których może podróżować 213 podróżnych.
Dnia 16 czerwca 1997 r., miała miejsce inauguracja świadczenia usług przez pociągi Euromedu, obecnie pociągi te są eksploatowane przez hiszpańskiego przewoźnika Renfe w korytarzu Morza Śródziemnego, pomiędzy miastami: Barcelona, Tarragona, Castellón de la Plana, Walencja i Alicante, łącznie 523 km.
Schemat linii:
 Barcelona-Sants

 Tarragona

 Castellón de la Plana

 València-Nord

 Alicante-Terminal
Dane techniczne:
| Seria                                              | Euromed / AVE-S 101                                   |
| Rok budowy                                         | 1993 – 1997                                           |
| Wykonawca                                          | GEC Alsthom                                           |
| Liczba głowic / wagonów                            | 2 / 8 (3 Preferente, Cafeteria, 4 klasy turystycznej) |
| Miejsca siedzące                                   | 112 (Preferente); 213 (klasa turystyczna)             |
| Ilość systemów zasiania                            | 1                                                     |
| Systemy zasilania                                  | 3000 V DC                                             |
| Maksymalnie osiągnięta prędkość                    | 300 km/h                                              |
| Maksymalna planowa prędkość                        | 250 km/h                                              |
| Liczba osi / z tego liczba osi napędzanych         | 26 / 8                                                |
| Liczba / rodzaj silników                           | 8 / 3-fazowe synchroniczne autopilotowe               |
| Maksymalna moc                                     | 7000 kW; 5400 kW (ciągła)                             |
| Moc silnika trakcyjnego                            | 1120 kW                                               |
| Sprężynowanie wagonu                               | Pneumatyczne                                          |
| Masa netto pociągu                                 | 393 t                                                 |
| Długość pociągu                                    | 200,1 m                                               |
| Długość wagonu: środkowego / skrajnego             | 18,7 / 21,845 m                                       |
| Długość / szerokość / wysokość jednostki napędowej | 22,13 / 2,814 / 4,1 m                                 |